# Municipio de Manter
El municipio de Manter (en inglés: Manter Township) es un municipio ubicado en el condado de Stanton en el estado estadounidense de Kansas. En el año 2010 tenía una población de 276 habitantes y una densidad poblacional de 0,43 personas por km².

## Geografía
El municipio de Manter se encuentra ubicado en las coordenadas 37°34′13″N 101°57′4″O / 37.57028, -101.95111. Según la Oficina del Censo de los Estados Unidos, el municipio tiene una superficie total de 647.25 km², de la cual 647,23 km² corresponden a tierra firme y (0 %) 0.02 km² es agua.

## Demografía
Según el censo de 2010, había 276 personas residiendo en el municipio de Manter. La densidad de población era de 0,43 hab./km². De los 276 habitantes, el municipio de Manter estaba compuesto por el 91,3 % blancos, el 1,45 % eran amerindios, el 4,35 % eran de otras razas y el 2,9 % eran de una mezcla de razas. Del total de la población el 15,94 % eran hispanos o latinos de cualquier raza.